# Ес-Сувейда
Ес-Сувейда — місто на південному заході Сирії, адміністративний центр мухафази Ес-Сувейда, недалеко від кордону з Йорданією. Основне місто друзів у Сирії. Відоме музеями візантійської мозаїки та римською дорогою, яка й досі використовується. Автодорожній вузол. Центр сільськогосподарського району (зернові, овочі, баштани, сади, виноградники). Харчова промисловість.

## Археологія

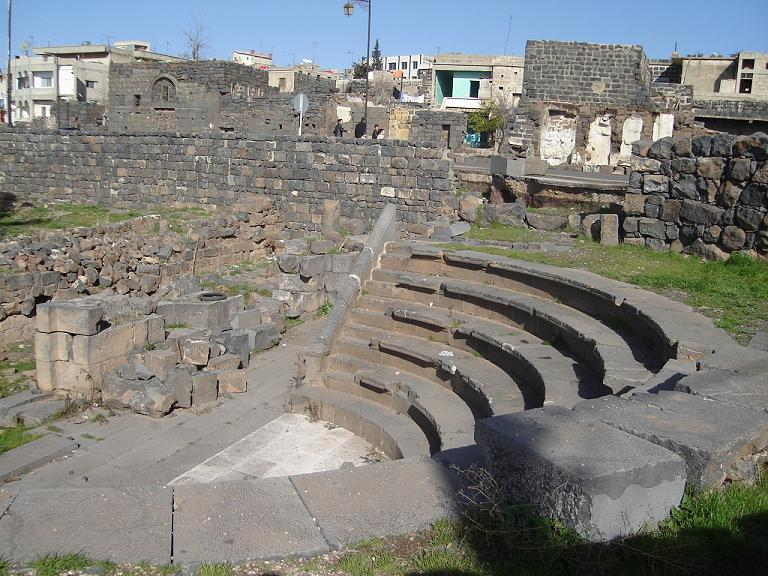

В Ес-Сувейді було здійснено археологічні розкопки набатейського, елліністичного, римського та візантійського періодів. Найбільш значущі стародавні пам'ятки: давньогрецька агора та залишки візантійської церкви, що датується VI століттям, можливо, церкви Святого Сергія. У місті збереглося багато будинків римської епохи, у яких досі живуть люди, скоро почнуться розкопки римського амфітеатру.

## Історія
Місто було засновано набатеями під назвою «Суад», в елліністичний та римський періоди місто називалося «Діонісіас», на честь Діоніса, бога вина, оскільки місто розташоване у відомому виноробному районі.

## Населення
Населення міста складають переважно друзи. Є також певна кількість православних християн. Населення міста в 2002 році становило близько 87 000 мешканців.